# Aceratophallus guatemalae
Aceratophallus guatemalae är en mångfotingart som beskrevs av Chamberlin 1947. Aceratophallus guatemalae ingår i släktet Aceratophallus och familjen Rhachodesmidae. Inga underarter finns listade i Catalogue of Life.